# Le Témoin du marié (film, 1997)
Pour les articles homonymes, voir Le Témoin du marié et The Best Man.
Pour plus de détails, voir Fiche technique et Distribution.
Le Témoin du marié (titre original : Il testimone dello sposo) est un film italien réalisé par Pupi Avati, sorti en 1997.

## Fiche technique
- Titre original : Il testimone dello sposo
- Titre français : Le Témoin du marié
- Réalisation : Pupi Avati
- Scénario : Pupi Avati
- Photographie : Pasquale Rachini
- Montage : Amedeo Salfa
- Musique : Riz Ortolani
- Production : Antonio Avati et Aurelio De Laurentiis
- Pays d'origine : Italie
- Format : Couleurs
- Genre : comédie dramatique
- Durée : 101 minutes
- Date de sortie : 1997

## Distribution
- Diego Abatantuono : Angelo Beliossi
- Inés Sastre : Francesca Babini
- Dario Cantarelli : Edgardo Osti
- Cinzia Mascoli : Peppina Campeggi
- Valeria D'Obici : Olimpia Campeggi Babini
- Mario Erpichini : Sisto Babini
- Ugo Conti : Marziano Beliossi
- Serena Bennato
- Toni Santagata